# Ciència i tecnologia a la Unió Soviètica

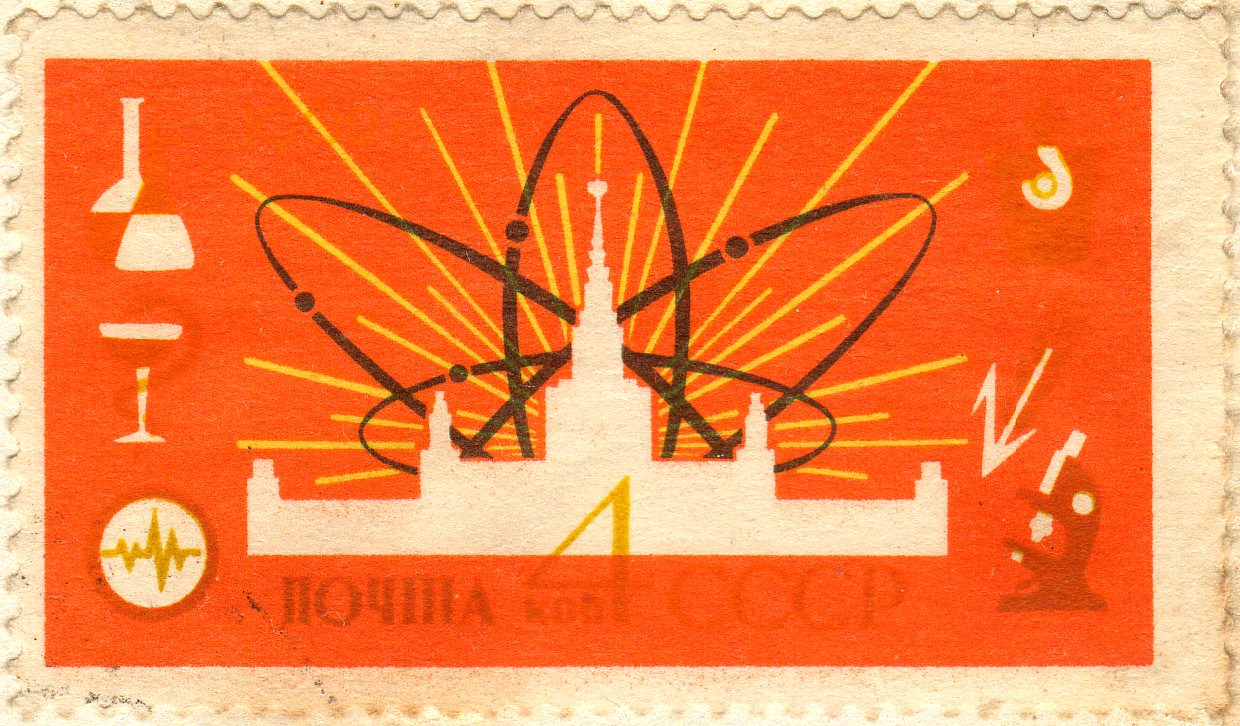
Segell de 4 rubles en homenatge a la ciència soviètica

A la Unió Soviètica, la ciència i tecnologia serví un paper important dins de la pràctica política nacional i la seva identitat. Des dels temps de Lenin i fins a la dissolució de la Unió Soviètica, tant la ciència com la tecnologia anaven íntimament enllaçats a la ideologia i a la funcionalitat pràctica per a l'estat soviètic, i van ser perseguits de manera semblant i sota models diferents en altres països. Molts grans científics que van treballar a la Rússia Imperial (com Konstantín Tsiolkovski), continuaren treballant per a la Unió Soviètica, donant a llum a la ciència soviètica.
Va estar marcada per un alt desenvolupament de la ciència pura i la innovació a nivell teòric, la interpretació i l'aplicació a curt termini. La biologia, la química, la ciència de materials, la física eren camps en les que els ciutadans soviètics havien excel·lit. La ciència va emfatitzar-se a nivells d'educació, i cada any es graduava un gran nombre d'enginyers.
El govern soviètic va fer del desenvolupament i l'avanç científic una prioritat nacional, concedint alts honors als científics més destacats. Si bé les ciències eren censurades menys rigorosament que altres camps com l'art, hi ha diversos exemples de supressió d'idees. El cas més notori va ser el de l'agrònom Trofim Lissenko, qui rebutjà acceptar la teoria cromosomàtica de l'herència generalment acceptada pels genetistes moderns. Afirmant que les seves teories es corresponien al Marxisme, aconseguí parlar amb Stalin el 1948 i fer prohibir la genètica de poblacions i d'altres camps relatius a la recerca biològica. Aquesta decisió no es va revertir fins a la dècada de 1960.
Els científics soviètics adquiriren reconeixement en molts camps. Estaven al capdamunt del món científic en camps com les matemàtiques i en diverses branques de la ciència física, notablement en la física nuclear, la química o l'astronomia. El físic i químic Nikolai Semenov va ser el primer ciutadà soviètic que guanyà el Premi Nobel, rebent-lo el 1956.
La tecnologia soviètica va desenvolupar-se molt en els camps de la física nuclear, on la cursa armamentista amb Occident va fer convergir als polítics en el fet de proveir de suficients recursos a la recerca. A causa del programa de xoc dirigit per Ígor Kurtxàtov, la Unió Soviètica va ser el segon país en desenvolupar una bomba atòmica, testada el 1949, només quatre anys després que ho fessin els Estats Units. La Unió Soviètica detonà una bomba d'hidrogen el 1953, només 10 mesos després que els americans. L'exploració espacial també va desenvolupar-se molt: a l'octubre de 1957 llançaren el primer satèl·lit artificial, el Spútnik 1; a l'abril de 1961 el cosmonauta rus Iuri Gagarin es convertí en el primer home a l'espai. Els soviètics van portar a terme un ambiciós programa espacial fins que els problemes econòmics portaren retallades pressupostàries durant la dècada de 1980.

## Organització
A diferència dels països occidentals, la majoria de la recerca soviètica no tenia lloc a les universitats, sinó que a instituts de recerca especialment bastits. Els més prestigiosos de tots ells eren parts de l'Acadèmia Soviètica de Ciències; d'altres es trobaven dins del sistema d'acadèmies especialitzades o de les branques de recerca de diversos ministeris del govern.
El cor de tota la ciència fonamental va ser l'Acadèmia Soviètica de Ciències, originalment establerta el 1725 i traslladada de Leningrad a Moscou el 1934. consistia en 250 instituts de recerca i 60.500 investigadors a temps complet el 1987, un llarg percentatge d'ells treballant en ciències naturals com la biologia.
Totes les repúbliques de la Unió llevat la de Rússia tenien les seves pròpies acaèmies de ciències, mentre que les branques regionals dels Urals, Sibèria i l'Extrem Orient coordinaven la ciència fonamental de l'acadèmia a la Rússia Oriental.
La recerca mèdica estava coordinada per l'Acadèmia Soviètica de Ciències Mèdiques (rus: Российская академия медицинских наук), que després de 1992 va ser reorganitzada en l'Acadèmia Russa de Ciències Mèdiques (rus: Российская академия медицинских наук).
La recerca agrícola estava organitzada sota els auguris de l'Acadèmia de Tota la Unió de Ciències Agrícoles de la Unió Soviètica.

## Instituts de Recerca Científica
Una gran part de la recerca es portava a terme als Instituts de Recerca Científica (rus: нау́чно-иссле́довательский институ́т, НИИ; NII). Van haver un gran nombre de NIIs, cadascun d'ells especialitzat en un camp específic:
- Institut Físicotecnològic Ioffe, fundat el 1918
- Institut d'Antropologia i Etnografria, fundat el 1933
- Institut de Problemes Físics, fundat el 1934
- Institut de Física i Tecnologia de Moscou, fundat el 1946
- Institut de Radioenginyeria i Electrònica, fundat el 1954
- Institut Conjunt de Recerca Nuclear, fundat el 1956

## Guanyadors Soviètics del Premi Nobel de Ciències

### Física
Els següents científics soviètics van ser guardonats amb el Premi Nobel:
- 1958 – Pàvel Txerenkov, Ilià Frank i Ígor Tamm, pel descobriment i interpretació de la radiació Txerenkov
- 1962 – Lev Landau, per les seves teories sobre la matèria condensada, en particular sobre la superfluïditat de l'heli líquid
- 1964 – Nikolai Bàssov i Aleksandr Prókhorov, pel seu treball fonamental en el camp de l'electrònica quàntica, que comportà la construcció d'oscil·ladors i amplificadors basant-se en el principi de laser maser laser
- 1978 – Piotr Kapitsa, per les seves invencions i descobriments fonamentals a la criofísica
- 2001 – Jores Alferov (Rússia), pel desenvolupament d'heteroestructures semiconductores per la ràpida velocitat en l'optoelectrònica (ja treballava abans de la dissolució de la Unió Soviètica)
- 2003 – Alexei Abrikosov i Vitali Grinzburg (Rússia), pel seu treball innovador en la teoria dels superconductors (ja treballava abans de la dissolució de la Unió Soviètica)

### Química
- 1956 – Nikolai Semenov, pel seu treball destacat en el mecanisme de la transformació química incloent una anàlisi exhaustiva en l'aplicació de la teoria de cadenes a les reaccions variades (1934-54) i, més significativament, als processos de combustió. Proposà una teoria de branques degeneratives, que portà a una millor comprensió dels fenòmens associats amb la inducció de períodes dels processos d'oxidació.

## Premis nacionals
Originàriament, el premi governamental més prestigiós concedit per les fites aconseguides en la ciència i la tecnologia era el Premi Stalin. Després de la mort de Stalin i la desestalinització, se li modificà el nom pel de Premi Estatal de l'URSS, i el nou Premi Lenin esdevingué el màxim guardó per a la ciència soviètica. A més, l'Acadèmia Soviètica de Ciències concedia la Medalla d'Or Lomonóssov